# Camaroptera
Camaroptera is een geslacht van zangvogels uit de familie Cisticolidae. Het zijn kleine insectenetende zangvogels die alleen in Afrika voorkomen.

## Soorten
Het geslacht kent de volgende soorten:
- Camaroptera brachyura – Mekkercamaroptera
- Camaroptera brevicaudata – Blaatcamaroptera
- Camaroptera chloronota – Olijfgroene camaroptera
- Camaroptera harterti – Harterts camaroptera
- Camaroptera superciliaris – Geelbrauwcamaroptera

De blaatcamaroptera (C. brevicaudata) en  Harterts camaroptera (C. harterti) en worden door BirdLife International beschouwd als ondersoorten van de mekkercamaroptera (C. brachyura).